# سن-ژولین-له-متس
سن-ژولین-له-متس (به فرانسوی: Saint-Julien-lès-Metz) یک کمون در فرانسه است که در Canton of Montigny-lès-Metz واقع شده‌است.

## خصوصیات
سن-ژولین-له-متس ۴٫۵۵ کیلومترمربع مساحت و ۳٬۱۳۴ نفر جمعیت دارد و ۱۲۵ متر بالاتر از سطح دریا واقع شده‌است.